# Ambulyx wilemani
Ambulyx wilemani là một loài bướm đêm thuộc họ Sphingidae. Nó được tìm thấy ở Philippines.